# 庫珀 (蘇格蘭)
庫珀（英語：Cupar）是位於英國蘇格蘭法夫的一座城市。庫珀位於鄧迪和新市鎮格倫羅西斯之間。按照2006年的人口估計，庫珀有人口8,980人，是法夫的第九大城鎮。在中世紀時期這裡就已經有庫珀城堡。

## 歷史
庫珀據稱是圍繞庫珀城堡建立起來的市鎮。庫珀城堡由法夫伯爵擁有，是本地治安法官的駐地。這片區域很快就成為了法夫郡的司法中心和交易牛羊的商業城鎮。
1276年，國王亞歷山大三世在庫珀組建了蘇格蘭議會的前身，因此令库珀在13世紀末成为了教士、贵族和市民们聚居的地方。儘管有關建立現代庫珀的皇家憲章的史料已經不可考，但仍有證據顯示到了1294年，庫珀鎮已經是法夫伯爵名下的財產了。
14世紀中期，庫珀鎮開始向王室繳納個稅，這或許意味著1294年至1328年間它已經獲得了皇家城鎮的地位。1381年的一份由國王羅伯特二世頒發給衛士橋（Guardbridge）的憲章中稱庫珀為皇家市鎮。1428年，國王詹姆士二世正式認可了這份憲章。

## 政府
庫珀由數各不同級別的民選政府管理。最低一級是庫珀鎮議會，它的職能是將民眾意見傳達到地方和中央政府。再往上一級是法夫議會，統領法夫地區的行政、立法和諮詢事務。更高一級是位於愛丁堡的蘇格蘭議會。根據英國法律，蘇格蘭議會有權管理蘇格蘭自治範圍內的事務，例如教育、衛生和司法等，而剩餘的權力歸英國國會所有。法夫议会在库珀地区一共有3个多席位选区，总计11名议员。
在英国國會中，庫帕屬於法夫西北選區，由一名國會下議員代表。目前的議員是自由民主黨的溫蒂·張伯倫。蘇格蘭議會中，庫帕隸屬法夫西北選區，由一名議員代表。目前的議員是蘇格蘭自由民主黨的威利·瑞尼（Willie Rennie）。
此外，庫帕在歐洲議會中由蘇格蘭選區的7位歐洲議會議員代表。

## 交通

### 巴士
從愛丁堡和格拉斯哥每兩小時有一班快速巴士發往聖安德魯斯，中間會停靠庫珀。柯科迪至登地的快車和斯特靈到聖安德魯斯的慢車亦會經過庫珀，但頻次較低。

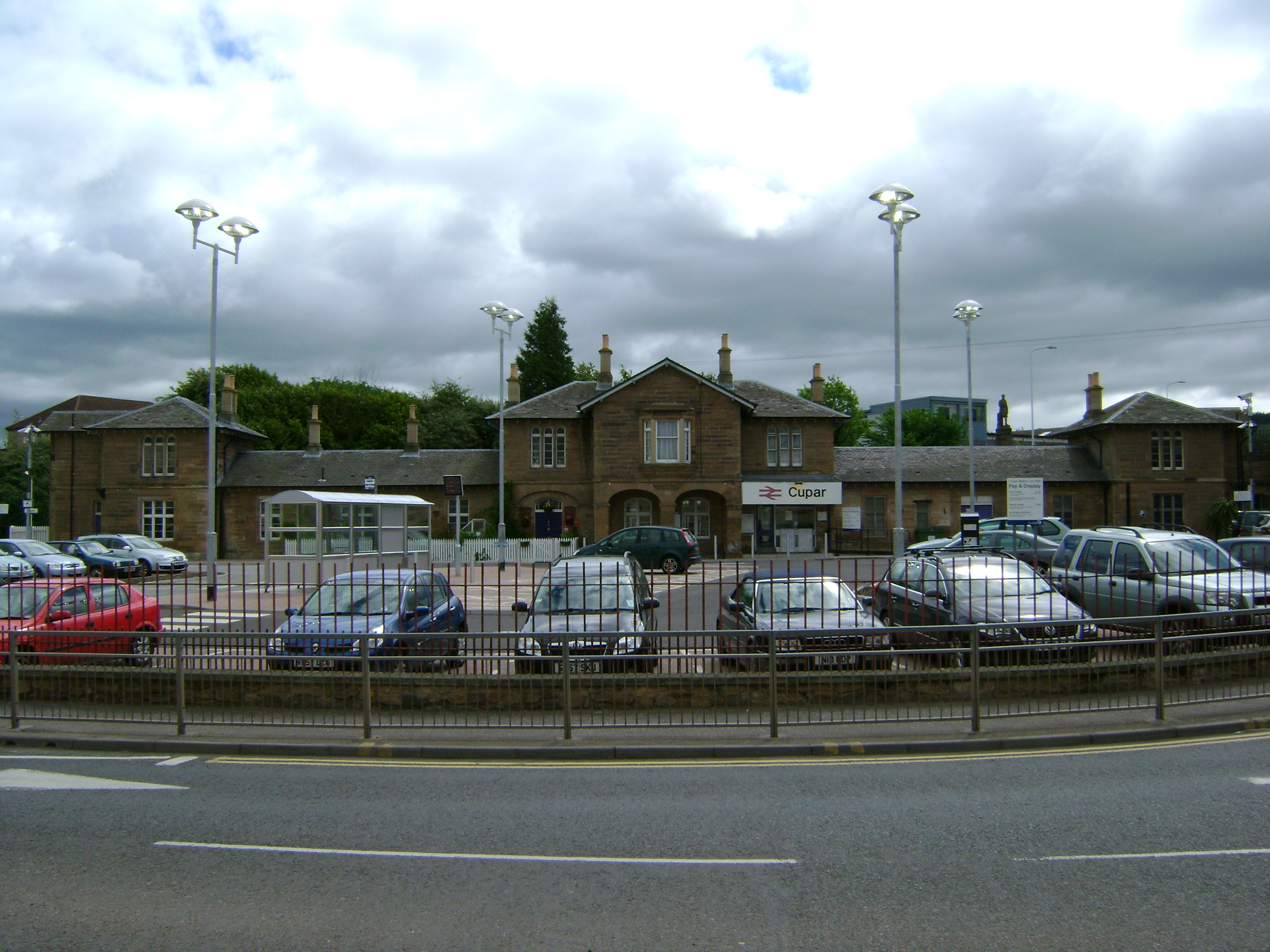
库珀火车站

### 鐵路
庫珀火車站位於鎮東南角，是阿貝里奧蘇格蘭鐵路和英國縱貫鐵路的東海岸線上的一站。從愛丁堡韋弗里車站出發前往阿伯丁的火車均會停靠此站。庫珀附近的火車站還有盧卡斯站（Leuchars）、斯普林費爾德站（Springfiled)和雷迪班站（Ladybank）。

### 機場和碼頭
庫珀所在的法夫郡並無機場。最近的國際機場是愛丁堡國際機場（42英里遠），最近的海運碼頭是羅塞斯港（38英里遠）。

## 经济
法夫议会是库珀最大的雇主，当地相当多的人在食品饮料行业就业。2007年库珀的就业人口比重为72%，失业率为2.1%，低于英国平均。

## 軍事設備
庫珀附近駐紮有蘇格蘭和北愛爾蘭義勇兵團（SNIY ）C中隊，兵營在1890年落成的義勇兵團大樓（Yeomanry House）。 該兵團曾在阿富汗、伊拉克和塞浦路斯參加作戰。
陸軍學員部隊和空軍訓練部隊571中隊也在庫珀活動。

## 地标

### 老监狱
由詹姆斯·葛拉罕（James Gillespie Graham）设计的老监狱建于1813年至1814年，在1844年關閉前一直是座監獄。關閉後的老監獄被民兵佔有。1895年，威廉·瓦特（William Watt）購下該樓並改造成他的種子公司。1988年，種子公司關閉後又改成一個酒吧兼餐廳，稱為庫珀瓦特餐廳（Watts of Cupar）。2019年末，餐廳關閉易主，等待重新開發。

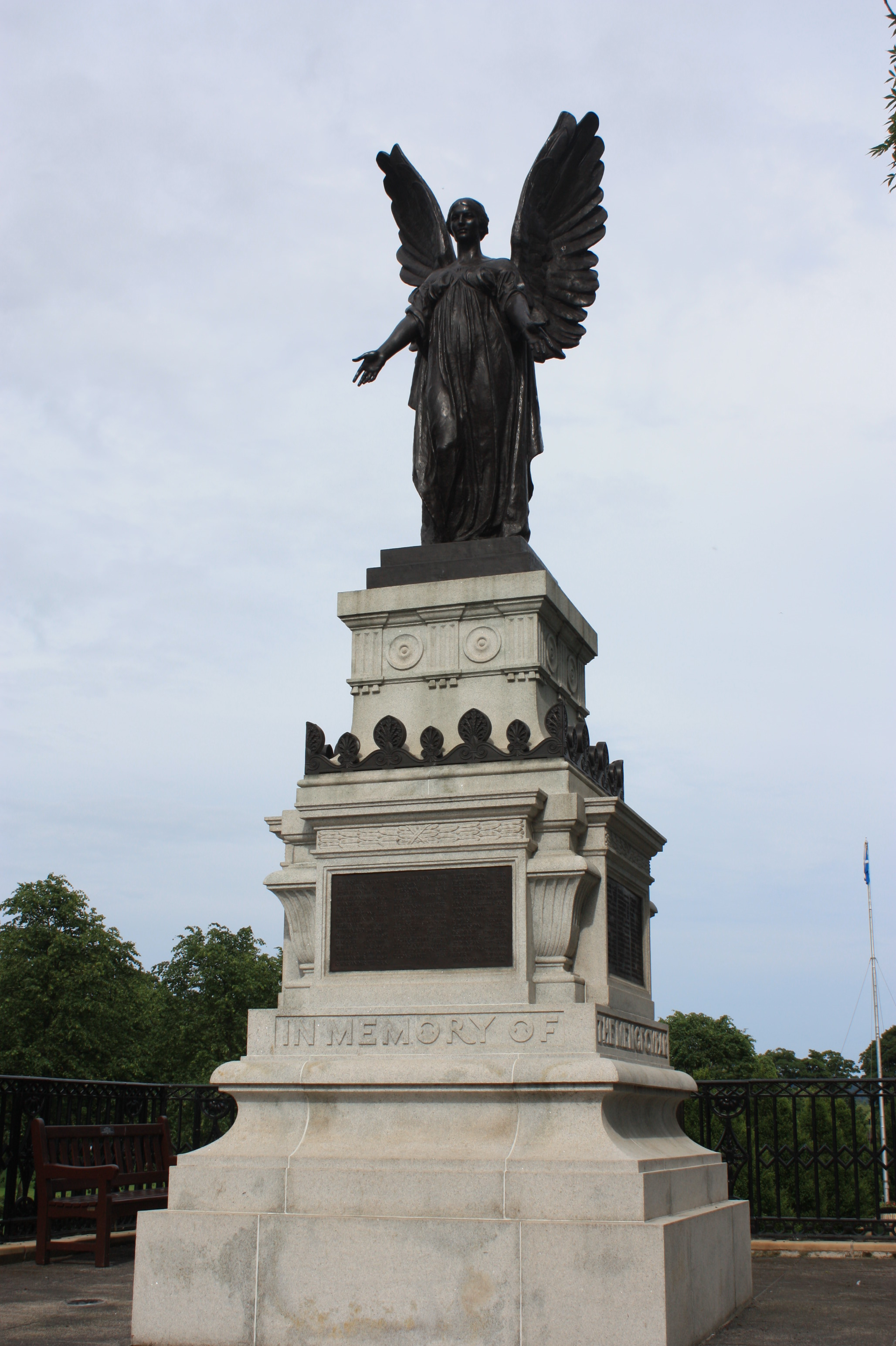
库珀战争纪念碑

### 庫珀戰爭紀念碑
庫珀戰爭紀念碑位於聖凱瑟琳街东端，是二级保护建筑。纪念碑由约翰·金罗斯（John Kinross)和同时期的著名雕刻师设计，呈希腊古典式风格，俯瞰河滩。纪念碑顶端的胜利女神像是亨利·甘姆利（Henry Snell Gamley）设计的。黑格元帅1922年为纪念碑揭幕。1950年，额尔金伯爵再度为二战纪念碑揭幕。

### 镇中心
库珀的镇中心位于波尼门街（Bonnygate）和十字门街（Crossgate）路口，这里汇集了一系列历史建筑。1683年起市场十字架（Mercat Cross）就伫立在这里。东部的圣凯瑟琳街上是镇和郡里的行政大楼。其中镇议会建于1815年至1818年间，是二级保护建筑。附近的郡政府大楼建于1812年至1817年间，仿爱丁堡新城风格。带有尖塔的玉米交易所大楼是二级保护建筑。

### 普雷斯顿宅邸
普雷斯顿宅邸（Preston Lodge）位于波尼门街上，是一级保护建筑。宅邸在1623年由艾尔德里领主（Laird of Airdrie）建造，是镇上第二古老的建筑。1702年，詹姆斯·普雷斯顿对宅邸进行了扩建。1765年，伦敦的金匠威廉·普雷斯顿对其做了改造。1775年至1791年间，詹姆斯·普雷斯顿牧师在担任库珀老教区教堂的主教时，曾住在宅邸内。

### 邓肯学会
位于十字门街一角的邓肯学会是三级保护建筑，据称它的设计灵感来自于库尔罗斯宫（Culross Palace）。学会大楼由约翰·弥尔内（John Milne）设计。这所建于1870年至1871年间的建筑当时是技工学会，糅合了哥特式、苏格兰和弗莱芒的建筑风格。旋转的塔尖令它成为镇上的标志。

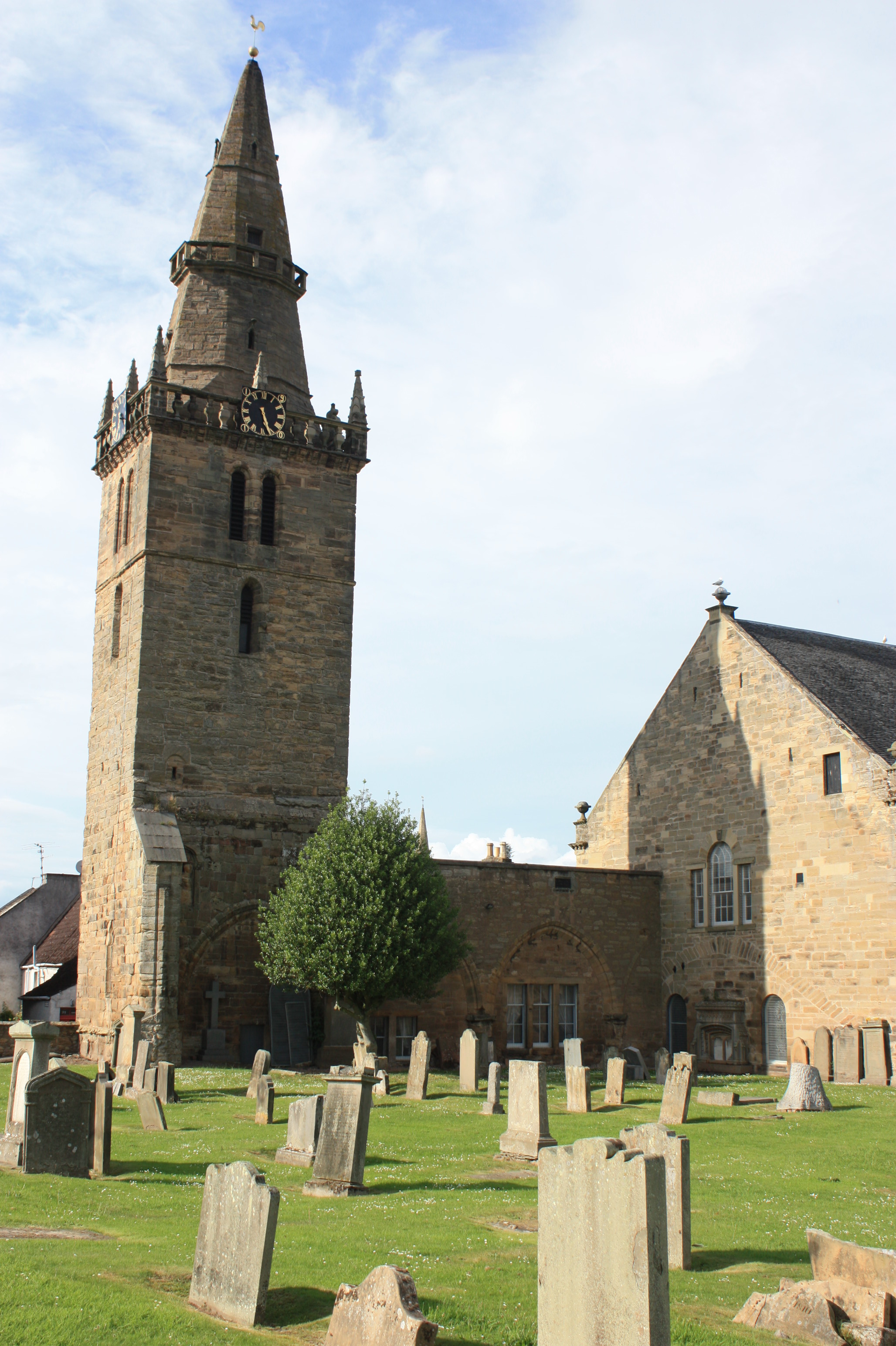
库珀老教堂和钟塔

### 教堂
库珀教区教堂位于教堂门街（Kirkgate），它的塔楼可以追溯到1415年，是一级保护建筑，而教堂主结构建于1745年，是二级保护建筑。

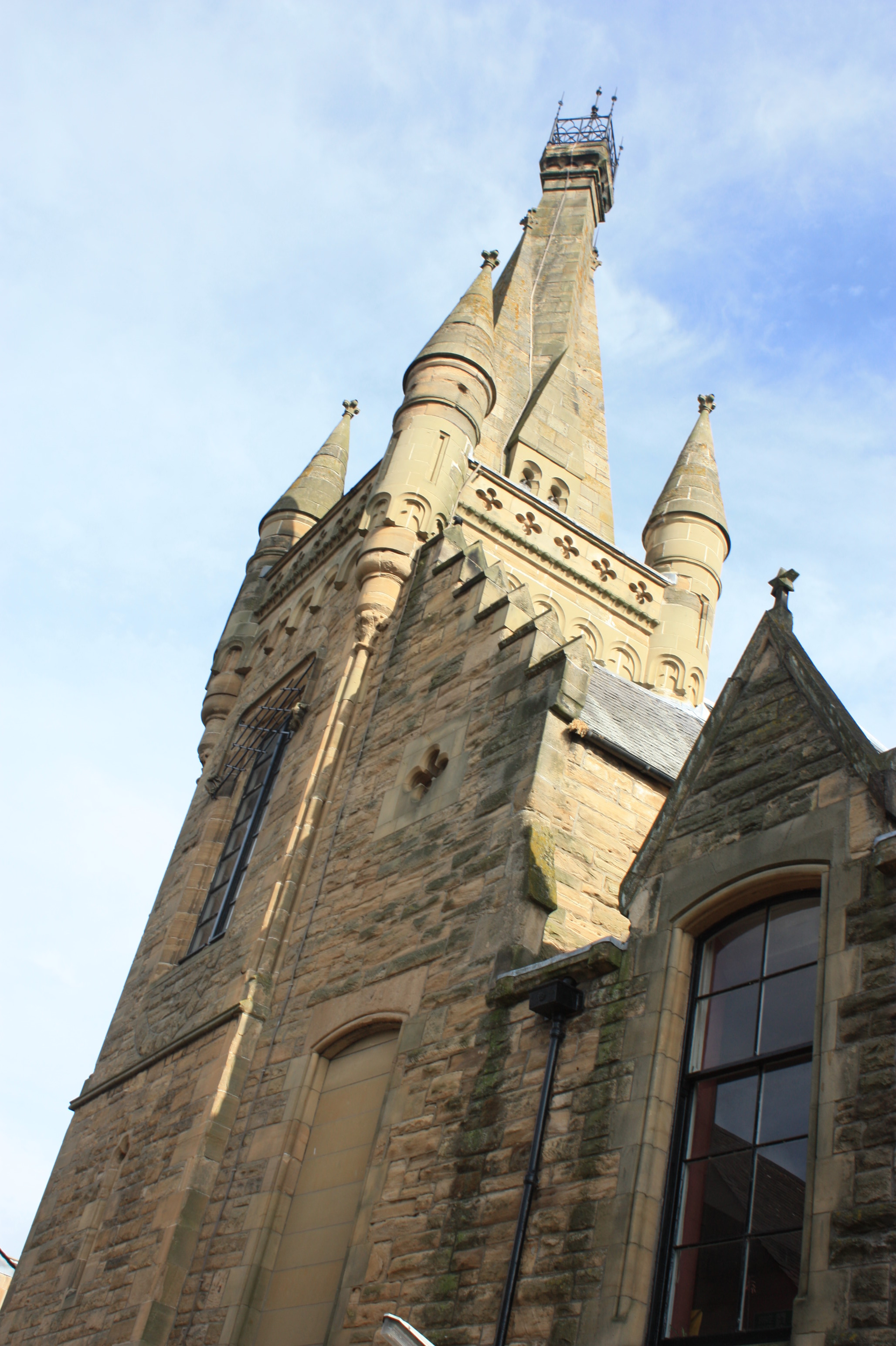
邓肯学会的塔楼

### 私人宅邸
塔维特山大宅（Hill of Tarvit）位于库珀南部的A916公路上，是一座一级保护建筑。塔维特山大宅最早叫维麦斯大宅（Wemyss Hall），由沃尔特·布鲁斯爵士在1692年建造。大宅在1904年售出后，建筑师罗伯特·罗里默对其进行扩建工程。扩建工程在1907、08年完成。大宅内部展示了弗莱芒挂毯等精美的古董装饰。
在塔维特山和沃尔顿山之间坐落着斯各特塔维特塔（Scotstarvit Tower）。该塔式宅邸呈L型，加阁楼共计6层，是经典的17世纪设计。斯各特塔维特塔也是一级保护建筑。

## 教育
庫珀擁有一座中學、兩座小學和一所殘疾學校——凱馬龍學校（Kilmaron School）。於1975年開辦的城堡山小學（Castlehill Primary Schoo）座落在庫珀的外圍，目前有420名學生。庫珀唯一的中學是貝爾·巴克斯特高中，2009年估計有1620名學生。
在高等教育方面，庫珀擁有一所社區學院——榆樹林學院（SRUC Elmwood）。該學院在鎮上和周邊有3個校區，以高爾夫研究和土地教育出名。

## 休闲娱乐
库珀有一家高尔夫场，位于镇南部的塔维特山宅邸一侧。库珀高尔夫俱乐部管理该球场，该俱乐部成立于1855年11月7日，是苏格兰历史最悠久的高尔夫俱乐部之一，也可能是全球最古老的九洞球场俱乐部。俱乐部仍在使用山核桃木作杆身的球杆，非常具有特色。
库珀体育中心拥有25公尺标准泳池、羽毛球场、壁球场和健身房。其中游泳池是库珀地区游泳俱乐部的训练场。库珀还拥有一个板球俱乐部，俱乐部成立于1884年。 

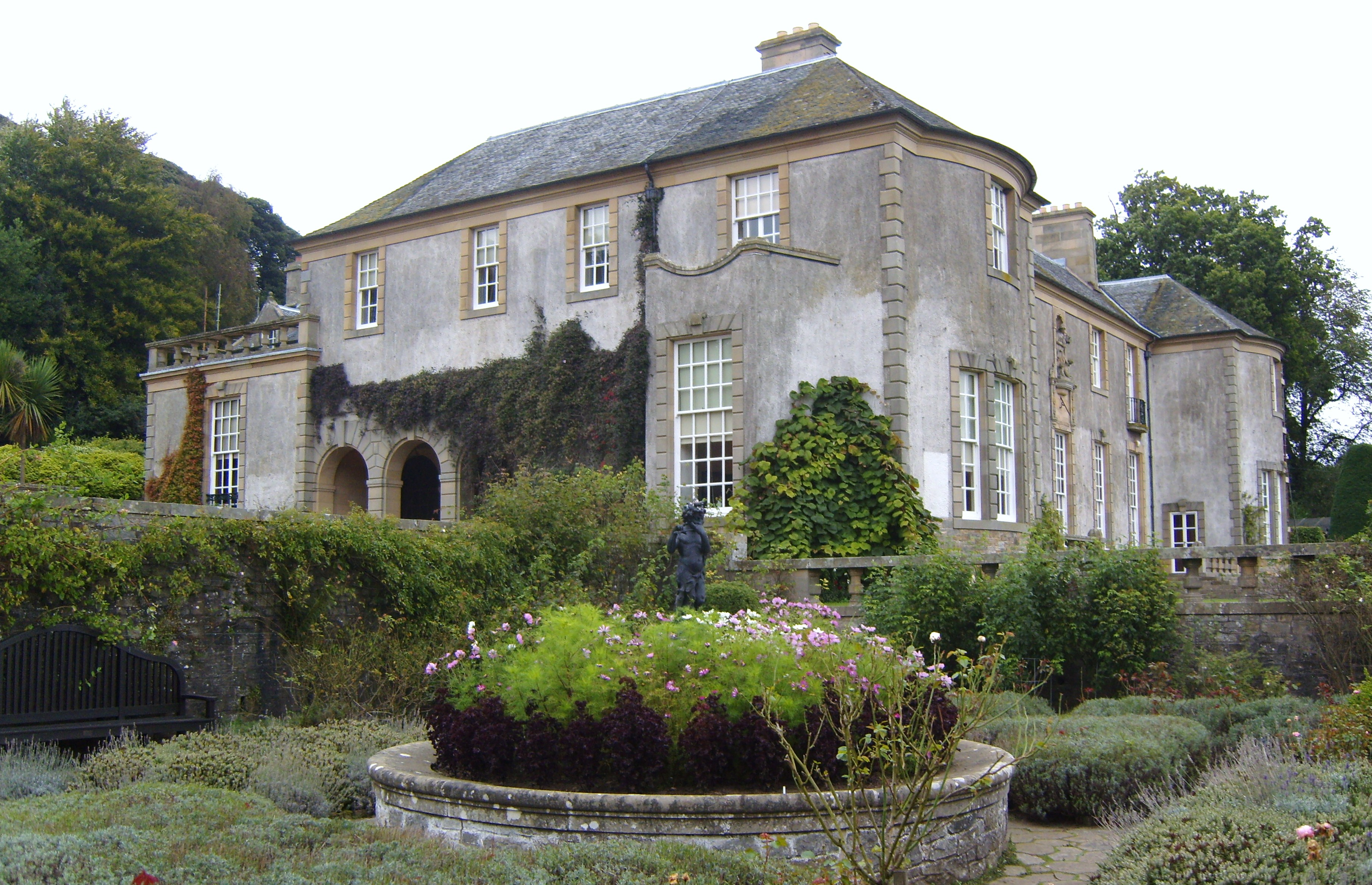
塔维特山宅邸

城堡山社区联合会汇集了一系列当地兴趣小组，例如相机俱乐部、艺术俱乐部、铁道模型俱乐部等。这些俱乐部在旧城堡山小学聚会。
每两年举办的库珀艺术节是库珀最重要的节日之一。

## 友好城市
- 法國 圣默努